# 圆萼刺参
圆萼刺参（学名：Morina chinensis）为忍冬科刺续断属下的一个种。

## 扩展阅读
- 維基物種上的相關：圆萼刺参